# أحمد ساغلام
أحمد ساغلام (بالتركية: Ahmet Sağlam)‏ هو لاعب كرة قدم ألماني وتركي في مركز الدفاع، ولد في 9 مايو 1987 في بون في ألمانيا. لعب مع أيوب سبور وإسكيشهرسبور وفتحية سبور ونادي جوزتيبي.

## وصلات خارجية
- أحمد ساغلام على موقع اتحاد تركيا (لاعب) (الإنجليزية)
- أحمد ساغلام على موقع قاعدة بيانات كرة القدم.إي يو (الإنجليزية)
- أحمد ساغلام على موقع Soccerway.com (الإنجليزية)
- أحمد ساغلام على موقع عالم كرة القدم.نت (الإنجليزية)